# Ciwalen (Sukaresmi)
Ciwalen is een bestuurslaag in het regentschap Cianjur van de provincie West-Java, Indonesië. Ciwalen telt 11.294 inwoners (volkstelling 2010).